# Mazzocchio (monumento)

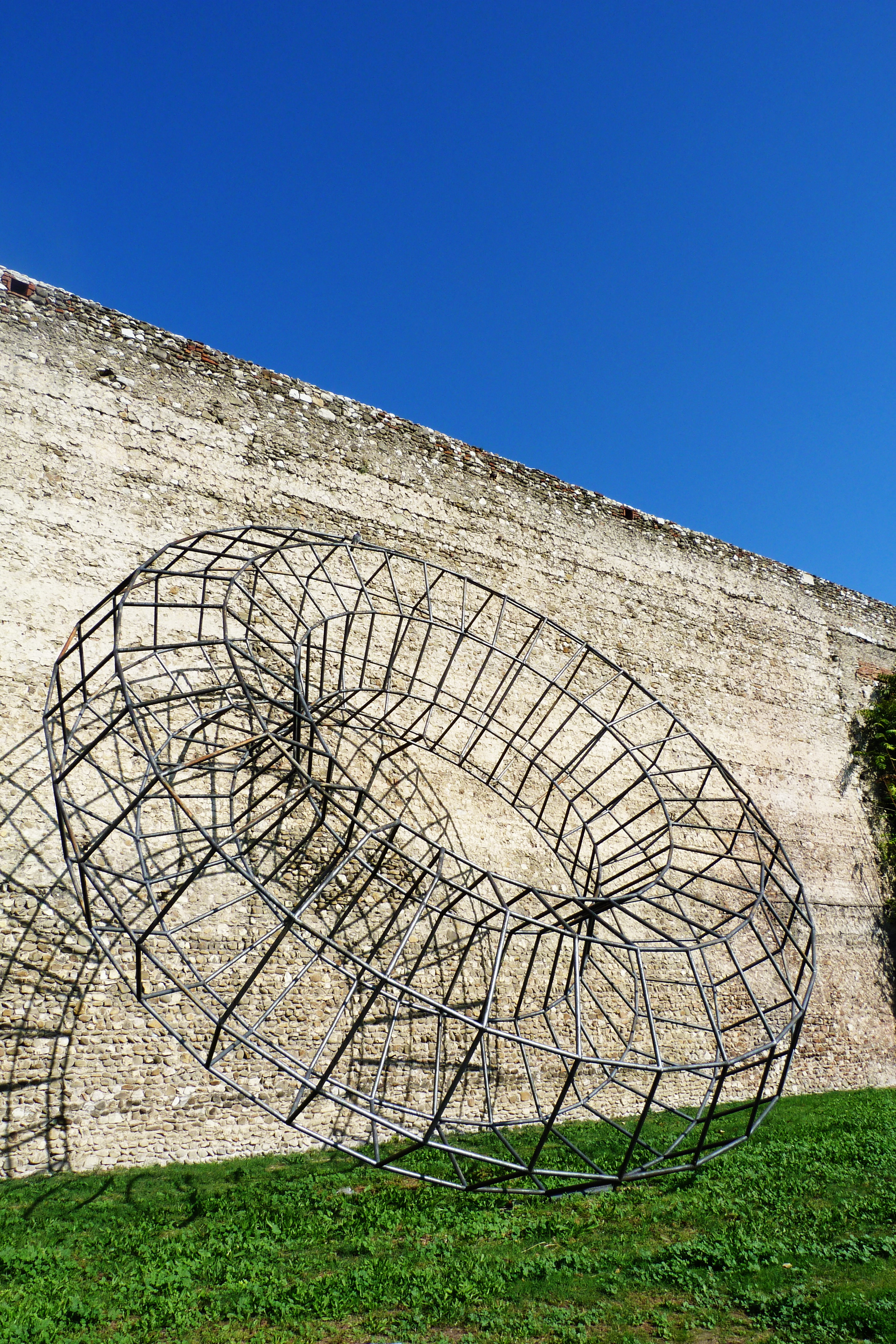
Mazzocchio

Il Mazzocchio è un'opera d'arte di Ben Jakober e Yannick Vu in tubi d'acciaio, esposta a Prato alle mura di Porta  Frascati. È stata donata alla città dall'Unione Industriale Pratese nel 1994, in occasione del 50º anniversario della sua costituzione.
Il Mazzocchio è anche una struttura leggera usata dai Fiorentini del '300 come ossatura di un copricapo.